# STED-микроскопия
STED-микроскопия (англ. Stimulated Emission Depletion Microscopy — микроскопия на основе подавления спонтанного испускания) — разновидность флюоресцентной микроскопии, достигающая разрешения сверх дифракционного предела путём избирательного тушения флюоресценции. Метод был разработан Штефаном Хеллем в 1994 году и продемонстрирован в 1999 году. Удостоен Нобелевской премии по Химии в 2014 г.
В 1986 г. В. А. Охонин (Институт Биофизики CO АН СССР) запатентовал идею STED-микроскопа. Этот патент был, по-видимому, неизвестен Хеллю и Вихману в 1994.

## Принцип метода
При обычной конфокальной люминесцентной микроскопии исследуемое вещество оптически возбуждается, и его флюоресценция регистрируется приёмником. Пространственное разрешение метода ограничено дифракционным пределом порядка
{\displaystyle D={\frac {\lambda }{NA}},}
где {\displaystyle \lambda } — длина волны, а {\displaystyle NA} — апертура.
Для его преодоления в STED-микроскопии используется второй лазер с бо́льшей длиной волны для стимулирования излучательных переходов в веществе по краям фокусного пятна. При облучении кольцевым лазером происходит принудительное испускание перехода с возбуждённого уровня на некоторый вибрационный уровень. Таким образом, на краях пятна происходит обеднение населённости возбуждённого уровня, и люминесценция на длине волны {\displaystyle \lambda } подавляется, позволяя достичь лучшего разрешения в центральной области.